# Charles W. Morgan
Le Charles W. Morgan est un trois-mâts barque construit en 1841 sur le chantier naval de Jethro Zachariah & Hillman  de New Bedford dans l'État du Massachusetts. Il a été l'une des grandes acquisitions du Mystic Seaport en 1941. Il est le dernier de ce type encore visible et en très bon état. Il est répertorié en tant que National Historic Landmark depuis 1966.

## Histoire
Il a été commandé par le quaker et marchand d'huile de baleine Charles W. Morgan. Ce baleinier à voiles faisait partie d'une flotte de plus de 700 navires construits à la même époque.
Durant plus de 80 ans de service, le Charles W. Morgan a effectué 37 voyages allant de neuf mois à cinq ans. La chasse à la baleine à bord de ses six baleinières s'est effectuée principalement autour du cap Horn et dans le Pacifique, ainsi que sur l'océan Indien et l'Atlantique Sud. Il fut le baleinier le plus prolifique en tonnage de pêche.
Il employa plus de 1 000 hommes de nationalités différentes ; outre des Américains, il y eut des marins du Cap-Vert, de Nouvelle-Zélande, de Guadeloupe, des Seychelles et de l'île Norfolk.
Le Charles W. Morgan fut utilisé dans quatre films : en 1916 (Miss Petticoats), en 1922 (Down to the Sea in Ships), en 1930 (Java Head) et en 1956 dans Moby Dick.
La nuit du 30 juin 1924, à quai du port de New Bedford, il fut éperonné par l'épave en feu du vapeur Sankaty. Il subit un incendie mais échappa de peu à la destruction. Il fut alors mis hors-service et resta sous la garde du Whaling Enshrined, Inc. jusqu'en 1941, date à laquelle il fut acheté par le Mystic Seaport Museum.

## Restauration
Il arriva au Mystic Seaport en décembre 1941 pour éviter toute destruction durant la Seconde Guerre mondiale.
Étant répertorié en 1966 comme National Historic Landmark et au Registre national des lieux historiques il reçut sa première restauration dès 1968.
Le Mystic Seaport a assuré, au fil des ans, sa préservation et sa restauration complète est terminée.